# Sacramento
Sacramento je glavno mesto ameriške zvezne države Kalifornije in z okoli pol milijona prebivalci sedmo največje mesto v Kaliforniji. Leži ob istoimenski reki v notranjosti države, sredi Osrednje doline (Central Valley)
Njegovo ime izvira iz španščine, kjer beseda »sacramento« pomeni zakrament. Glavno mesto Kalifornije je postalo leta 1854. Le nekaj let pred tem je eden od pionirjev John Sutter ustanovil majhno naselbino v dolini Sacramento. Mesto se je začelo hitreje razvijati, ko je njegov partner James Wilson Marshall leta 1848 v bližini odkril zlato.